# Шејмус Хини
Шејмус Хини (енгл. Seamus Heaney; Белаги, 13. април 1939 — Даблин, 30. август 2013) био је ирски песник, добитник Нобелове награде за књижевност 1995. године.

## Дела

### Одабране песничке збирке
- 1966:
- 1969:
- 1972:
- 1975:
- 1979:
- 1984:
- 1987:
- 1991:
- 1996:
- 2001:
- 2006: